# Aleksander Grabara
Aleksander Szymon Grabara ps. Lew (ur. 18 lipca 1922 w Kawodrzy Górnej, zm. 20 lutego 1999) – polski inżynier, działacz społeczny i pracownik naukowy związany z Częstochową.

## Życiorys
Aleksander Grabara urodził się 18 lipca 1922 roku w Kawodrzy Górnej, która była wówczas samodzielną miejscowością, i tam uczęszczał do szkoły, ale dzięki dobrym wynikom został przeniesiony do szkoły w Częstochowie. W czasie okupacji niemieckiej uczył się na tajnych kompletach i pracował fizycznie, a także wstąpił do Armii Krajowej (ps. Lew).
Po wojnie w 1945 roku wstąpił do szkoły oficerskiej broni pancernej w Modlinie i spędził tam jeden rok. W 1946 roku podjął pracę jako inspektor pracy w Częstochowie i rozpoczął studia w Wyższej Szkole Administracyjno-Handlowej, które ukończył w 1952 r. w Wyższej Szkole Ekonomicznej w Łodzi. Po studiach pracował w hutnictwie i został inspektorem pracy w Centralnym Zarządzie Hutnictwa. Pod koniec okresu stalinizmu szykanowany za przynależność do Armii Krajowej, stracił pracę i miał problem ze znalezieniem nowego zatrudnienia. Ostatecznie otrzymał pracę w szkole średniej technicznej. 
W 1970 roku obronił doktorat w Wyższej Szkole Ekonomicznej w Krakowie i otrzymał propozycję pracy na Politechnice Częstochowskiej, gdzie pracował jako adiunkt, a od 1974 r. jako docent i zastępca dyrektora Międzyuczelnianego Instytutu Nauk Społecznych i Ekonomicznych. Habilitował się w 1977 r. na Akademii Ekonomicznej w Katowicach, a w 1982 r. został dyrektorem Instytutu Inżynierii Lądowej, po czym w 1984 r. przeszedł na stanowisko kierownika Katedry Ekonomiki i Organizacji Budownictwa. W 1983 r. został profesorem nadzwyczajnym.
Po przejściu na emeryturę w 1992 roku był profesorem w prywatnej Wyższej Szkole Języków Obcych i Ekonomii w Częstochowie. Był także pierwszym przewodniczącym Towarzystwa Przyjaciół Częstochowy i współtwórcą Almanachu Częstochowy.
Autor ok. 200 publikacji, w tym 7 książek i 6 skryptów.
Zmarł 20 lutego 1999 roku.

## Odznaczenia
- Odznaka Grunwaldzka[3]
- Krzyż Partyzancki[3]
- Krzyż Kawalerski Orderu Odrodzenia Polski[3]
- Medal Komisji Edukacji Narodowej[3]
- Medal „Zasłużonemu dla nauk organizacji i zarządzania im. K. Adamieckiego"[3]